# Veikko Karvonen
Veikko Leo Karvonen, 5. ledna 1926 Sakkola, současné Gromovo v Rusku – 1. srpna 2007 Turku, byl finský atlet, který závodil především v maratonu. V roce 1954 získal titul mistra Evropy v maratonu ve švýcarském Bernu a na 16. letních olympijských hrách 1956 v Melbourne získal bronzovou medaili.

## Životopis
Karvonen se narodil v malém městečku Sakkola v Karélii v tehdejším severním Finsku v oblasti, která byla později připojena k SSSR. Většinu života strávil Veikko Karvonen v západofinském Turku. Pracoval jako poštovní úředník a závodil za tamější klub Turun Urheiluliitto.
Během své sportovní kariéry se Karvonen postavil na start 34 maratonských běhů a ve čtrnácti z nich zvítězil. Na mezinárodní scéně se uvedl na Mistrovství Evropy v lehké atletice v Bruselu roku 1950 druhým místem za Jackem Holdenem z Velké Británie a před Feodosijem Vaninem z SSSR. O čtyři roky později vybojoval v Bernu z téhož šampionátu mistrovský titul (za ním skončili sovětští maratonci Boris Grišajev a Ivan Filin) a v roce 1956 doběhl na olympiádě v Melbourne pro bronzovou medaili. Kromě těchto mistrovských závodů Karvonen zvítězil na několika významných maratonských podnicích, např. v Bostonu (1954) a ve Fukuoce (1955).
Po zakončení aktivní kariéry byl Karvonen v letech 1961 - 1964 hlavním reprezentačním trenérem maratonců. V době, kdy závodil, byl znám mezi soupeři svým optimismem a vystupováním, které se stalo pro finskou mládež vzorem. V roce 1951 byl nominován ve Finsku za atleta roku. V roce 2002 byl finským ministrem školství vyznamenán nejvyšším finským sportovním vyznamenáním.

## Veikko Karvonen na olympijských hrách 1952, Helsinky
Veikko Karvonen se zúčastnil již 15. letních olympijských her 1952 v Helsinkách. Závodu v maratonu se účastnilo 66 závodníků ze 32 zemí. Běželo se v neděli 27. července, start byl v 15:30 h. Zpočátku udávali tempo britští vytrvalci, hlavně Jim Peters, který běžel v čele před dalším Britem Coxem, Emilem Zátopkem a Švédem Janssonem. Na 15. km se na Peterse dotáhl Jansson, za Zátopkem měl minutovou ztrátu Argentinec Reinaldo Gorno. Když Peters nevydržel se silami a vzdal, držel se Zátopka krátce Jansson, který se ale v závěru propadl na třetí pozici. Zvítězil Emil Zátopek (Československo) v olympijském rekordu 2:23:03,2 h, druhý byl Reinaldo Gorno (Argentina - 2:25:35,0 h), třetí Gustaf Jansson (Švédsko - 2:26:07,0 h), za čtvrtým Jihokorejcem Yoon Chil Choiem byl na 5. místě Veikko Karvonen.

## Veikko Karvonen na olympijských hrách 1956, Melbourne
Maratonský běh byl na pořadu 16. letních olympijských her 1. prosince 1956 od 15.15 hodin. Teplota vzduchu byla pro maratonce dost nepříjemná, 27 °C. Na start se postavilo 46 vytrvalců z 26 zemí. Poprvé v historii maratonu na olympiádách se přihodilo, že se tento start musel opakovat pro předčasné vyběhnutí jednoho z atletů. Trať byla mírně zvlněná, po osmi kilometrech po rovině následovala k obrátce dvě převýšení (36 a 49 m), druhá půle již se více běžela „z kopce“.
Favorité si zprvu hlídalo čelo startovního pole, které sestávalo z méně známých atletů. Kolem 15. kilometru byla s minimálním náskokem trojice Alain Mimoun (Francie), Ivan Filin (SSSR) a John Kelley (USA), posléze se k nim připojil další Sovět Ivanov, Jugoslávec Franjo Mihalić a Veikko Karvonen. Zakrátko nasadil Mimoun k trháku, který další závodníci nezachytili. Po 25 km byl v čele o 50 sekund před dvojicí Karvonen - Mihalić, na něž se později dotáhl Japonec Kawašima. V té době na 30. km je na 5. místě Emil Zátopek. Nakonec Alain Mimoun vítězí časem 2:25:00,0 h, druhý je Franjo Mihalić (2:26:32,0 h), který byl ve svých 36 letech nejstarším v poli maratónců, třetí Veikko Karvonen (2:27:47,0 h) doběhl svůj jubilejní 30. maratón s velkým sebezapřením, v cíli se zhroutil a lékaři mu dávali 5 minut kyslík; o závodě pak prohlásil, že šlo o nejtěžší běh v jeho kariéře. Emil Zátopek obsadil šestou příčku.